# ذيفان معوي نوع ب
الذيفان المعوي من نوع ب، و المعروف علميا باسم العنقوديات المعويمن نوع ب (بالإنجليزية: SEB)‏ هو مصطلح يستعمل في مجال علم الأحياء الجزيئي للسموم المعوية التي تنتجها بكتيريا إيجابية الغرام المسمات العنقودية الذهبية. وهو سبب شائع للتسمم الغذائي الذي يؤدي للإسهال الشديد والغثيان والتشنج في الأمعاء وغالبا ما يبدأ في غضون ساعات قليلة من التعرض له. وبسبب طبيعته المستقرة، يبقى مفعوله وتأثيره حتى بعد القضاء على البكتيرية المسببة له. والتي لها القدرة على تحمل درجة الغليان لعدة دقائق. تسبب هذه البكتيريا إلتهابا للمعدة والإمعاء بسبب طبيعتها المستضد فوقية التي تدفع نظام المناعة على فرز كميات ضخمة من بروتينات السيتوكين والتي تؤدي لإلتهابات حادة. من أسباب تفشي هذه البكتيريا هي طبيعتها في مقاومة المضادات الحيوية على مستويات عديدة. بالإضافة إلى ذلك، هذا البروتين هو العامل المسبب لمتلازمة الصدمة السامة.